# انتخابات سراسری بوروندی (۲۰۲۰)
انتخابات سراسری بوروندی (انگلیسی: 2020 Burundian general election) در ۲۰ مه ۲۰۲۰ برگزار گردید. در این انتخابات رئیس‌جمهور و نمایندگان مجلس ملی بوروندی تعیین شدند. «اواریسته دایی‌شیمیه» ژنرال بازنشسته و نامزد (CNDD–FDD) «شورای ملی دفاع از دموکراسی» حزب حاکم بوروندی با کسب ۷۱ درصد آرا در این انتخابات به پیروزی دست یافت، همچنین حزب حاکم بوروندی ۷۲ کرسی از ۱۰۰ کرسی پارلمان را تصاحب کرد.

## نظام انتخاباتی
نظام انتخاباتی بوروندی یک نظام انتخاباتی دو مرحله‌ای است و اگر هیچ کاندیدایی نتواند اکثریت را در دور اول به دست بیاورد، مرحله دوم انتخابات برگزار می‌شود. ۱۰۰ عضو مجلس ملی از ۱۸ حوزه چند عضوی رای‌گیری بر مبنای استان و براساس نظام نمایندگی تناسبی انتخاب خواهند شد.

## کارزار ریاست‌جمهوری
رئیس‌جمهور فعلی پیر انکورونزیزا که از سال ۲۰۰۵ در قدرت است، در دسامبر سال ۲۰۱۸ اعلام کرد که انتخابات ۲۰۲۰ را به چالش نمی‌کشد. در پاسخ، اتحاد اصلی مخالفان، CNARED، اعلام کرد که آنها برای تبادل نظر در این زمینه از تبعید در بلژیک بازمی‌گردند تا برای اولین بار از سال ۲۰۰۵ در انتخابات شرکت کنند.
در ژانویه سال ۲۰۲۰، دبیرکل حزب CNDD-FDD اواریسته دایی‌شیمیه را به عنوان نامزد ریاست جمهوری انتخاب کرد. در ماه فوریه، کنگره ملی برای آزادی آگاتون روسا را به عنوان کاندیدای خود انتخاب کرد.
رهبر جامعه مدنی دیودون ناهیمانا اعلام کرد که وی به عنوان مستقل در انتخاب شرکت خواهد شد.

## عملکرد دولت
در دسامبر سال ۲۰۱۷ دولت یک کارزار انتخابات داوطلبانه را اعلام کرد. از طرف دیگر، دیده‌بان حقوق بشر شاخه جوانان حزب حاکم CNDD-FDD و مقامات محلی را متهم کرد که از مردم به خاطر برگزاری انتخابات اخاذی کرده‌اند، بطوریکه برخی اوقات این گرفتن کمک چندباره بوده‌است.

## نتایج
|                               | اواریسته دایی‌شیمیه | شورای ملی دفاع از دموکراسی |  |     |
|                               | آگاتون رواسا       | نیروهای ملی آزادی          |  |     |
|                               | دامیتین ندای‌زی     | ائتلاف کیرا بوروندی        |  |     |
|                               | دیدون ناهیمانا     | سیاستمدار مستقل            |  |     |
|                               | فرانسیس روهرو      | سیاستمدار مستقل            |  |     |
|                               | گاستون سیندیموو    | اتحاد پیشرو ملی            |  |     |
|                               | لئونس نگنداکومانا  | جبهه دموکراسی برای بوروندی |  |     |
| نامعتبر/آرای سفید             | نامعتبر/آرای سفید  | نامعتبر/آرای سفید          |  | –   |
| جمع‌کل                         | جمع‌کل              | جمع‌کل                      |  | ۱۰۰ |
| رای‌دهندگان ثبت نام شده/مشارکت |                    |                            |  |     |
| منبع:                         |                    |                            |  |     |